# Funicolare del Guncina
La funicolare del Guncina (IPA: [ˈɡunt͡ʃina]; in tedesco Guntschnabahn) era un impianto che dal 1912 al 1963 ha unito il borgo di Gries, poi diventato un quartiere di Bolzano, con l'albergo Reichrieglerhof (Castel Guncina).

## Storia

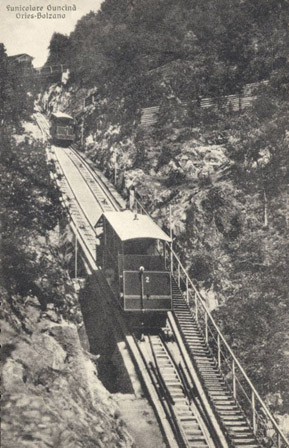

Dopo l'avvio dei lavori di costruzione l'anno precedente, la funicolare fu inaugurata il 12 agosto 1912; l'esercizio fu affidato alla Südbahn e già nei primi cinque giorni consentì di incassare 632 corone a conferma della validità dell'investimento operato dalla proprietaria, la signora Elisa Überbacher-Minatti, proprietaria del Grand Hotel Toblach a Dobbiaco e della pensione Bellevue a Gries.
Nel 1936 l'impianto ricevette un ammodernamento che comportò il telecomando dell'argano direttamente tramite pulsanti presenti sulle vetture, analogamente ai sistemi ascensoristici.
L'impianto fu chiuso il 31 marzo 1963. Una parte del percorso è ancora visibile dalla passeggiata del Guncina.

## Caratteristiche
Dalla stazione inferiore, posta in via Fago (Fagenstraße) presso una fermata della tranvia urbana, la funicolare aveva una lunghezza di 303 metri consentiva di raggiungere quella a monte presso il maso Streckerhof, in 4 minuti.
L'impianto superava una pendenze comprese tra il 57,5 e il 67,4%, con un dislivello di 186 metri; per ognuna delle due direzioni lo stesso poteva trasportare fino a trecento persone l'ora; ciascuna delle due cabine disponeva di 12 posti, otto al coperto e quattro sulla piattaforma.